# Mimetus ridens
Espèce
Mimetus ridens est une espèce d'araignées aranéomorphes de la famille des Mimetidae.

## Distribution
Cette espèce est endémique de Palawan aux Philippines,. Elle se rencontre à Tagembung vers 1 150 m d'altitude sur le mont Mantalingajan.

## Description
La femelle holotype mesure 2,62 mm. Elle est de couleur jaunâtre.

## Publication originale
- Brignoli, 1975 : Spiders from the Philippines II. On two species from Palawan island. Bulletin of the British Arachnological Society, vol. 3, p. 78-81.